# Marienturm

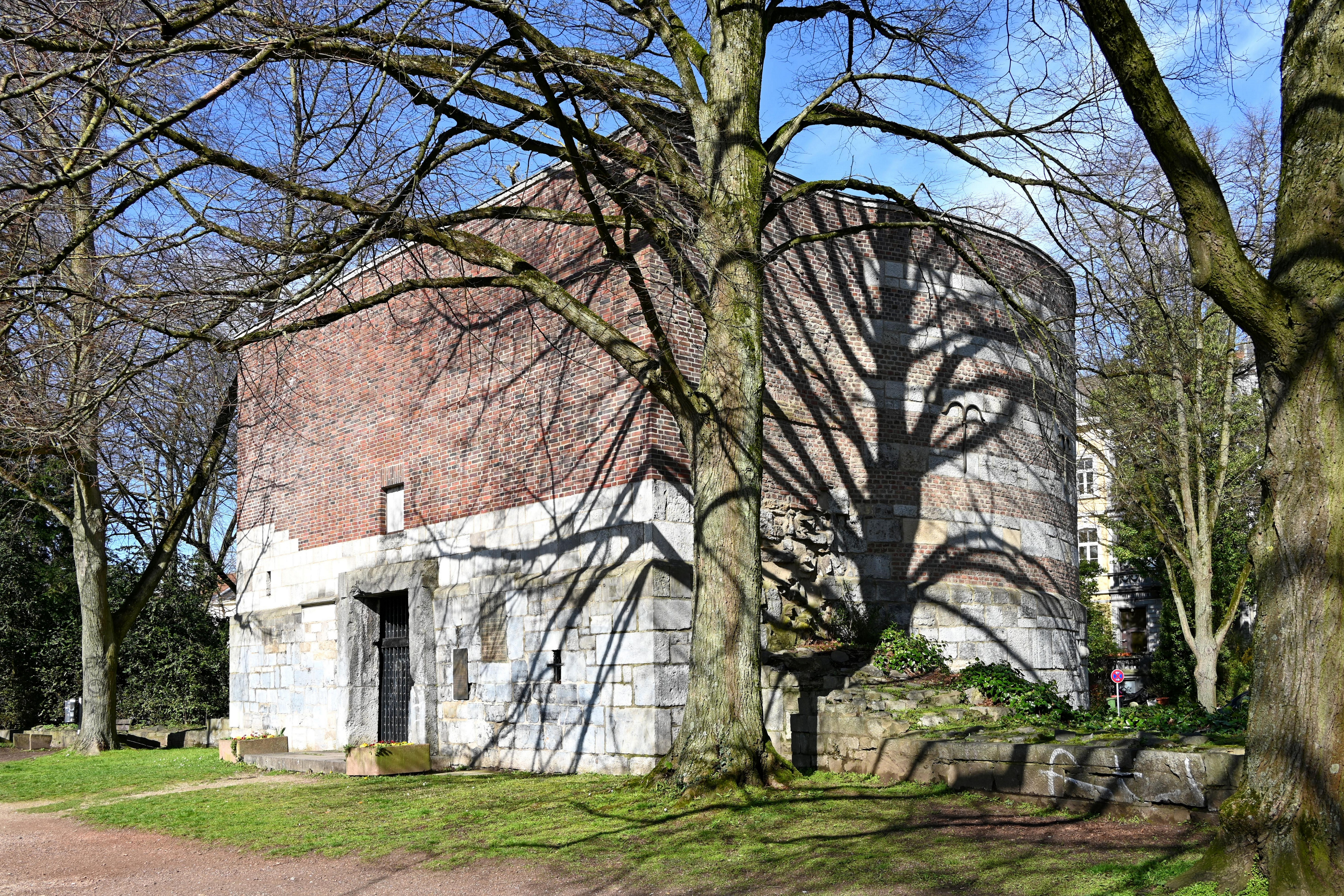
De Marienturm

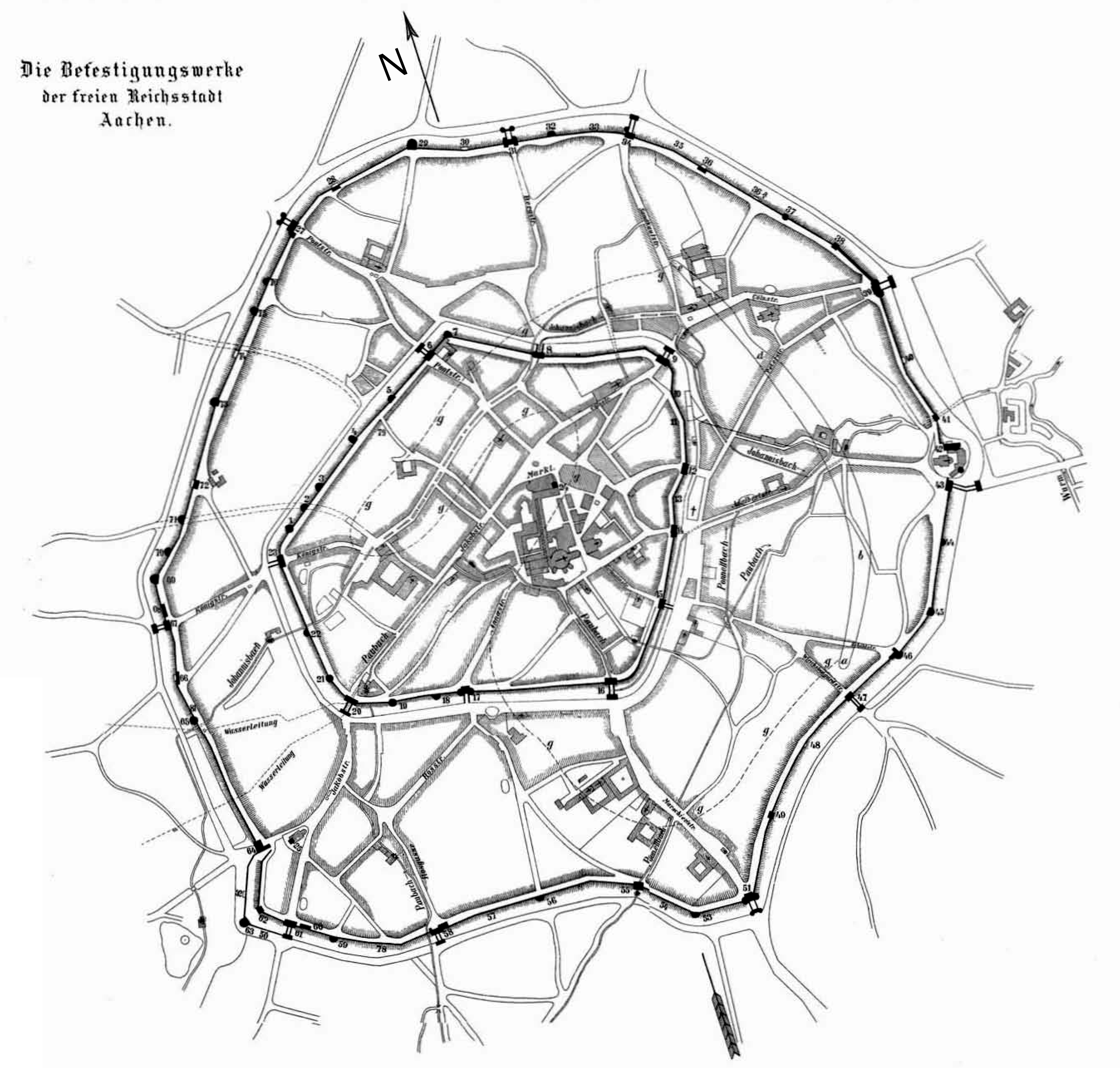
Overzicht van de vestingwerken in Aken. Nummer 29 is de Marienturm.

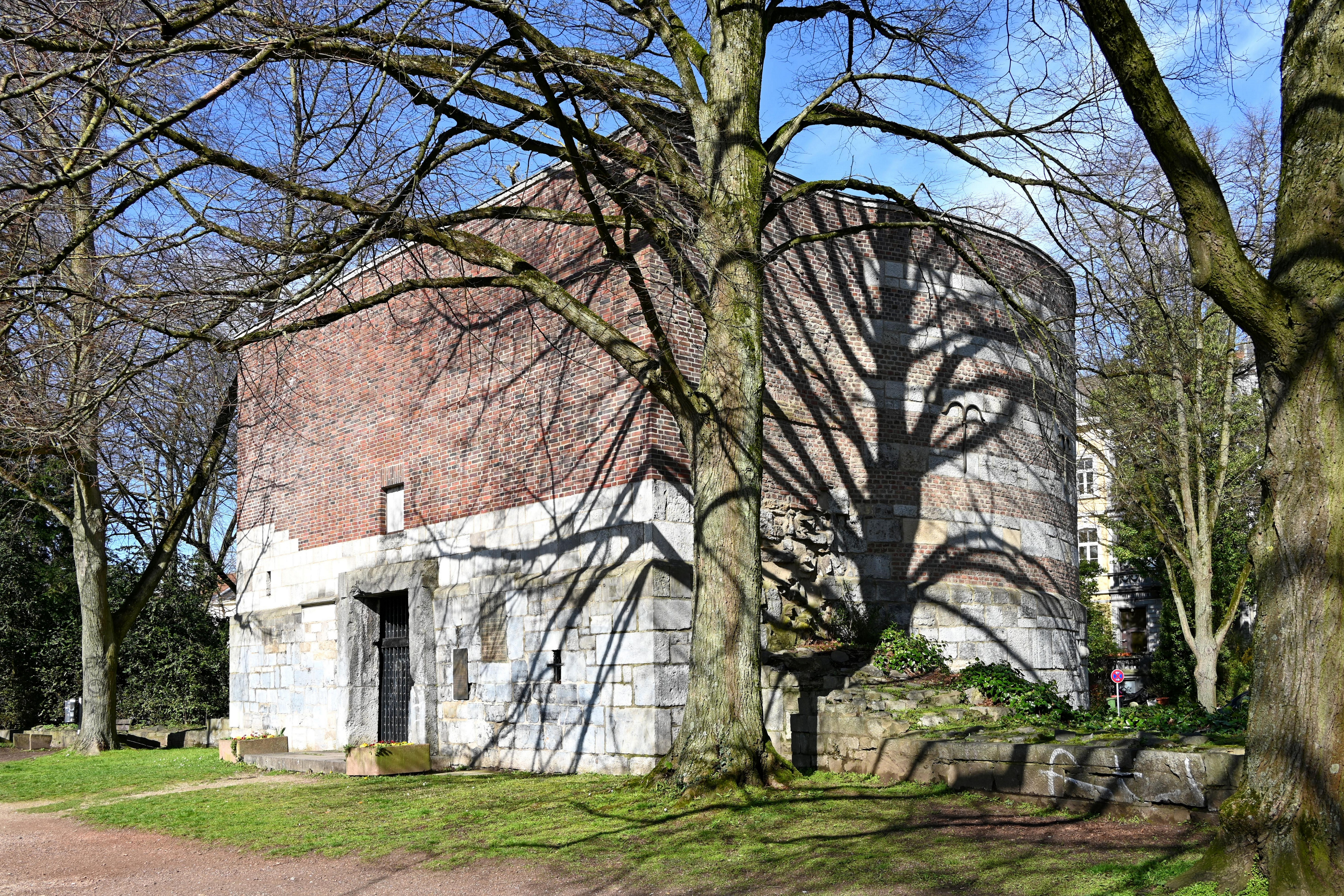
De Marienturm

De Marienturm (ook Marienburg genoemd) (Nederlands: Mariatoren) was een weertoren en maakte deel uit van de tussen 1300 en 1350 gebouwde buitenste stadsmuren van de Duitse stad Aken. De waltoren bestaat nog steeds. Het is een van de weinige overgebleven torens van de vestingwerken van de stad.

## Locatie
De Marienturm bevond zich in de buitenste ringmuur in het noorden tussen de Ponttor (in het westen) en de Bergtor (in het oosten). Ze ligt tussen de Ludwigsallee en de Saarstraße in en kijkt de stad uit in de richting van de Lousberg. Tussen de Marienturm en de Ponttor lag een van de wachthuizen van de Akense stadsmuren: Wachthaus Posthäuschen. Tussen de Marienturm en de Bergtor een erker van de Akense stadsmuren.

## Geschiedenis
De Marienturm werd gebouwd in 1512. Dat betekent dat de Marienturm lang na de voltooiing van de in de jaren 1257 tot 1357 opgerichte buitenste stadsmuur gebouwd werd. Tot dan had er hier een grote wachttoren bevonden. Deze onderscheidt zich in zijn hoogte nauwelijks van de Langer Turm alsook de Sandkaultor. Hij droeg de naam Breuerturm, Brewersturm of Brauersthorm. De locatie van het gebouw benodigde in de 13e eeuw de toren voor een aanzienlijke hoogte, omdat het alleen zo mogelijk was om aanvallers van achter de Lousberg af te weren. Dit veranderde met de opkomst van de militaire kanonnen. Om deze als geschut op een toren te gebruiken, was een kleinere stabieler ontwerp beter. De Akense burgers besloten om de toren te slopen en te vervangen door de Marienturm. Door zijn vier meter dikke muren weerstond hij aanvallen met kanonnen veel beter dan hoge, dunwandige torens.
De naam van de Marienturm of Marienburg resulteert van de dag van de grondsteenlegging. Deze vond op 14 augustus 1512 plaats, de dag voor Maria-Hemelvaart.
Van de strijd tegen de Spaanse Generaal de Grana in 1638 getuigen nog de kogelgaten inslaggaten van steenkogels in de buitenwand van het gebouw.
Op 6 augustus 1933 werd door de toenmalige Akense burgemeester op de begane grond een gedenkteken voor de slachtoffers van de Eerste Wereldoorlog geplaatst.
De Marienturm werd in de Tweede Wereldoorlog zwaar beschadigd en tussen 1950 en 1955 weer in zijn oorspronkelijke toestand hersteld. Het gebouw behoort tegenwoordig tot de talrijke toeristische bezienswaardigheden van de stad.

## Beschrijving
De toren bezit vier meter dikke muren. De begane grond heeft meer dan twee smalle schietspleten terwijl de bovenverdieping voorzien is van vijf schietgaten. Afwijkende van de andere torens van de stadsverdediging en resulterend uit de moderne krijgstechniek richtte men iedere tweede schacht van de bovenverdieping speciaal in voor het gebruik van kanonnen, terwijl de overige voor de verdediging met geweren bestemd waren.
De ronding van de toren heeft een doorsnede van 14,7 meter en de in de richting van de stad rechthoekige voorbouw een breedte van 13,4 meter.
Aan beide zijden van de toren zijn er restanten van de stadsmuur voorhanden.

## Inscripties

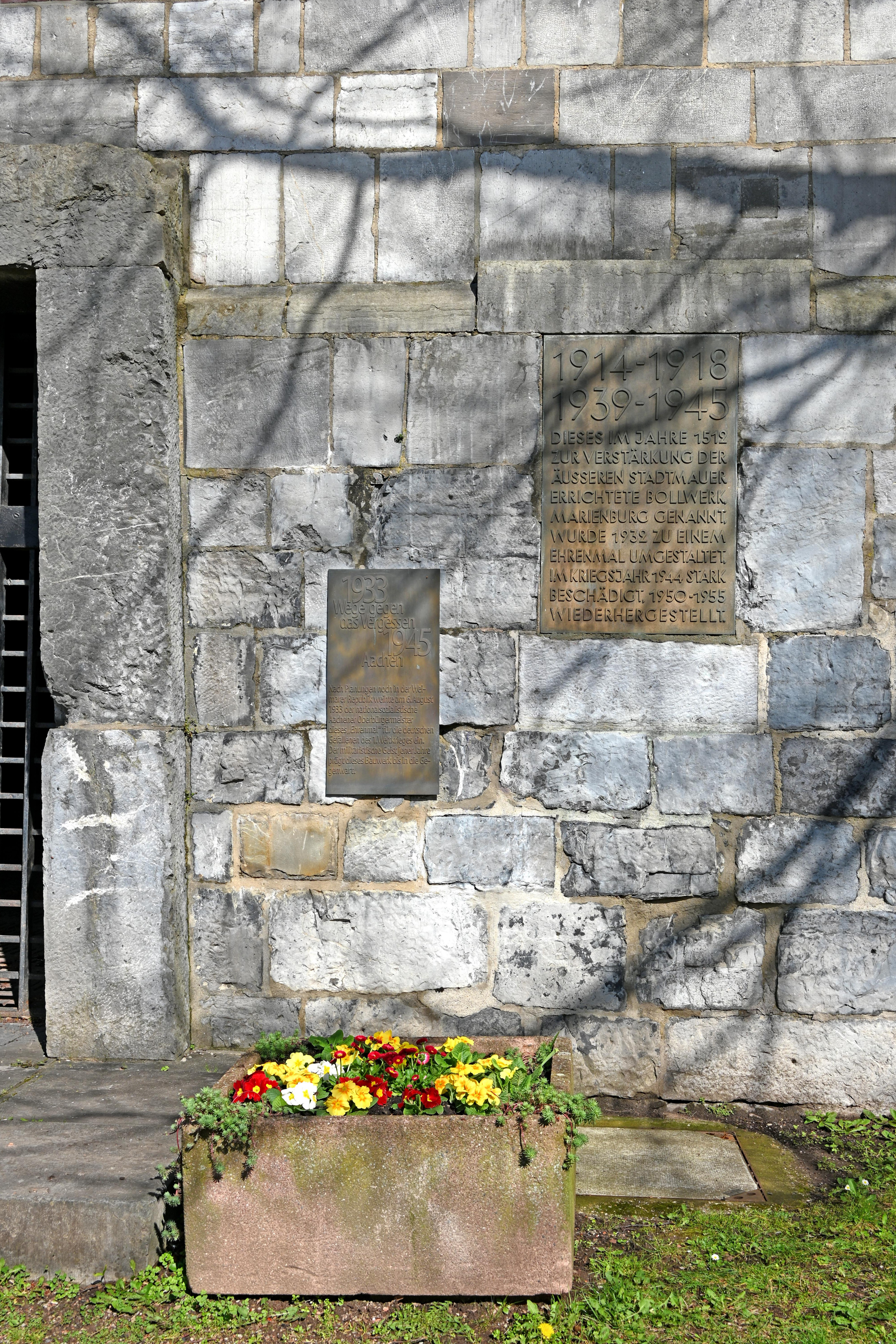
Twee aangebrachte gedenkplaquettes

Op de toren zijn er tal van opschriften en plaquettes aangebracht. Hun teksten zijn als volgt:
- O sint Salvatoir du heiland Marieburg bin ich Genat.
- 1914-1918 | 1939-1945 | DIESES IM JAHRE 1512 ZUR VERSTÄRKUNG DER ÄUSSEREN STADTMAUER ERRICHTETE BOLLWERK, MARIENBURG GENANNT, WURDE 1932 ZU EINEM EHRENMAL UMGESTALTET. IM KRIEGSJAHR 1944 STARK BESCHÄDIGT, 1950-1955 WIEDERHERGESTELLT.
  - Vertaling: 1914-1918 | 1939-1945 | Dit in 1512 voor de versterking van de buitenste stadsmuren opgerichte bolwerk, Marienburg geheten, werd in 1932 als gedenkplaats hersteld. In krijgsjaar 1944 zwaar beschadigd, 1950-1955 hersteld.
- 1933 Wege gegen das Vergessen 1945 Aachen | Nach Planungen noch in der Weimarer Republik weihte am 6. August 1933 der nationalsozialistische Aachener Oberbürgermeister dieses „Ehrenmal“ für die deutschen Gefallenen des 1. Weltkrieges ein. Der militärische Geist jener Jahre prägt dieses Bauwerk bis in die Gegenwart

## Gedenkteken van de oorlogsslachtoffers van de beide wereldoorlogen

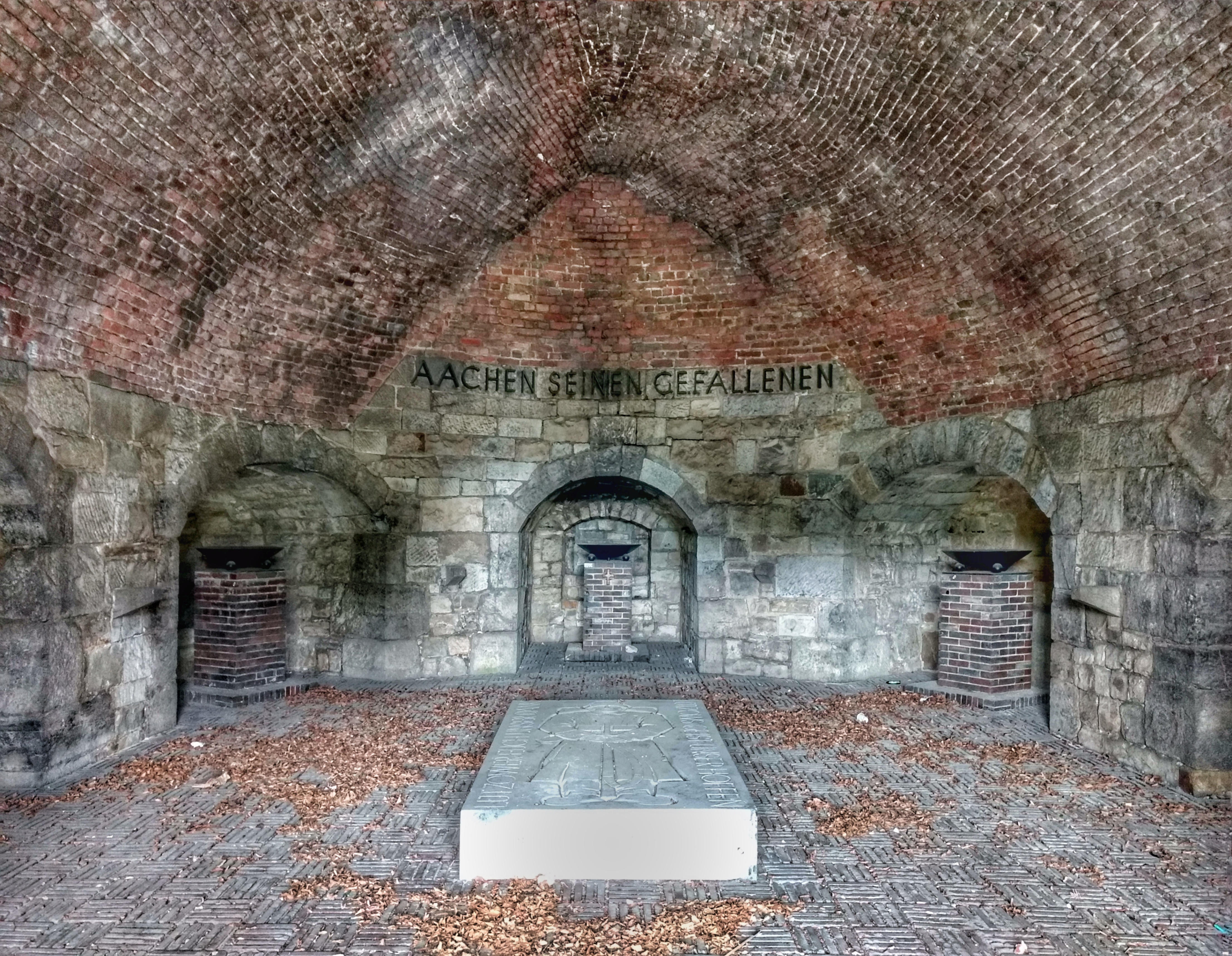
Blik in het gebouw

De Akense bevolking koos ervoor om na de dagen van de Weimarrepubliek dit gedenkteken op te richten. Door het aangebrachte opschrift wijzen zij expliciet erop dat de Marienturm door een nazi-burgemeester gewijd werd, de beslissing hiertoe echter vrij van nazi-invloed was.
In het binnenste bevindt zich een stenen sarcofaag van een oorlog. Deze werd door kunstenaar Mathias C. Korr in 1933 gemaakt.